# Signe Hammarsten-Jansson
Signe "Ham" Hammarsten-Jansson (ur. 1 czerwca 1882 Hannäs, Szwecja, zm. 6 lipca 1970 Porvoo) – szwedzka ilustratorka i graficzka mieszkająca w Finlandii, projektantka ponad 200 fińskich znaczków pocztowych. Żona rzeźbiarza Viktora Janssona, matka malarki i pisarki Tove Jansson.